# Susanne Abbuehl
Susanne Abbuehl (Bern, 30 juli 1970) is een Zwitsers-Nederlands jazzzangeres, componist en songwriter. Abbuehl woonde, studeerde en werkte jarenlang in Nederland en won in 2002 een Edison in de categorie Jazz Nationaal Vocaal.

## Biografie
Als kind speelde Abbuehl klavecimbel en piano, en ook schreef ze liedjes en teksten. Abbuehl speelde vooral klassieke muziek maar hoorde thuis ook jazz; haar vader speelde jazztrompet. Na de middelbare school ging ze jazzzang studeren. Ze studeerde aan de Swiss Jazz School, ging voor een uitwisselingsjaar naar Los Angeles en studeerde jazz, klassieke zang, Noord-Indiase klassieke zang en muziekpedagogiek aan het Koninklijk Conservatorium Den Haag. Ze kreeg les van onder meer Diderik Wagenaar, Rachel Gould, Jeanne Lee en Prabha Atre.
In 1997, toen Abbuehl nog bezig was met haar studie, bracht ze haar debuutalbum I Am Rose uit. Op dit album zong ze liedjes van Cole Porter, Ornette Coleman, Cassandra Wilson, Carla Bley, een gedicht van Gertrude Stein en eigen composities. Ze koos bij verschillende liedjes voor een sobere begeleiding, bijvoorbeeld zang en klavecimbel, zang en basklarinet of zang en percussie. Trouw schreef over dit album dat Abbuehls stukken geenszins verbleekten bij de andere stukken, en omschreef haar als "een eigenzinnig zangeres met een voorkeur voor bijzondere stukken".
Haar volgende albums nam Abbuehl op bij het Duitse platenlabel ECM. Op April (2001) vertolkte zij poëzie van E.E. Cummings, stukken van Carla Bley en daarnaast de standard 'Round Midnight en een Indiase raga. April werd positief besproken door onder andere NRC, de BBC, JazzTimes en AllMusic. NRC schreef over Abbuehls zang: "Hoewel ze zelden boven het fluisterniveau lijkt uit te komen en haar voordracht soms wat onderkoeld is, heeft ze een ongelooflijke présence." De BBC noemde Abbuehl een zangeres met grote emotionele diepgang en helderheid.
Op Compass (2006) koos Abbuehl voor gedichten van James Joyce en William Carlos Williams, composities van Luciano Berio en songs van Sun Ra en Chick Corea. Positieve recensies van dit album verschenen in onder andere The Guardian en Die Zeit en op AllMusic.
Op The Gift (2013), dat positief besproken werd in onder andere de Volkskrant, het Nederlands Dagblad en Jazzwise en op AllMusic, vertolkte Abbuehl gedichten van Emily Dickinson, Emily Brönte, Wallace Stevens en Sara Teasdale. AllMusic schreef dat Abbuehls ingehouden, verfijnde benadering niet alleen de meer subtiele betekenissen [van de gedichten] overbrengt, maar ook hun aanzienlijke kracht onthult. De Volkskrant omschreef de sfeer van het album als geheimzinnig en ingetogen en schreef dat juist de voor Abbuehl "kenmerkende, onvoorspelbare kleuren en frasering intrigeren".
Abbuehl werkte meermalen samen met jazzpianist Wolfert Brederode. Ze werkte verder samen met onder anderen Tony Overwater, Michel Portal, Samuel Rohrer, Paolo Pandolfo en Olavi Louhivuori. Abbuehl stond met haar band diverse keren op internationale jazzfestivals, waaronder drie keer op North Sea Jazz.
Abbuehl was hoofd van de afdeling Jazz van het Koninklijk Conservatorium Den Haag (2020-2022), hoofd van het Instituut voor Jazz en Volksmuziek van de Hogeschool van Luzern en directeur van het Jazz Instituut van de Musik Akademie in Bazel.

## Prijzen en nominaties
- Edison in de categorie Jazz Nationaal Vocaal (2002)[3]
- Nominatie voor Schweizer Musikpreis (2016)[22]
- Prix du Musicien Européen van de Franse Académie du Jazz (2017)[23]
- Charles Cros Grands Prix Internationaux du Disque in de categorie Jazz, voor het album Princess (van Abbuehl, Stéphan Oliva en Øyvind Hegg-Lunde) (2017)[24]

## Discografie
- I Am Rose (Evoke, 1997)
- April (ECM, 2001)
- Compass (ECM, 2006)
- The Gift (ECM, 2013)
- Princess (Vision Fugitive, 2017), met Stéphan Oliva en Øyvind Hegg-Lunde